# Marmoreio

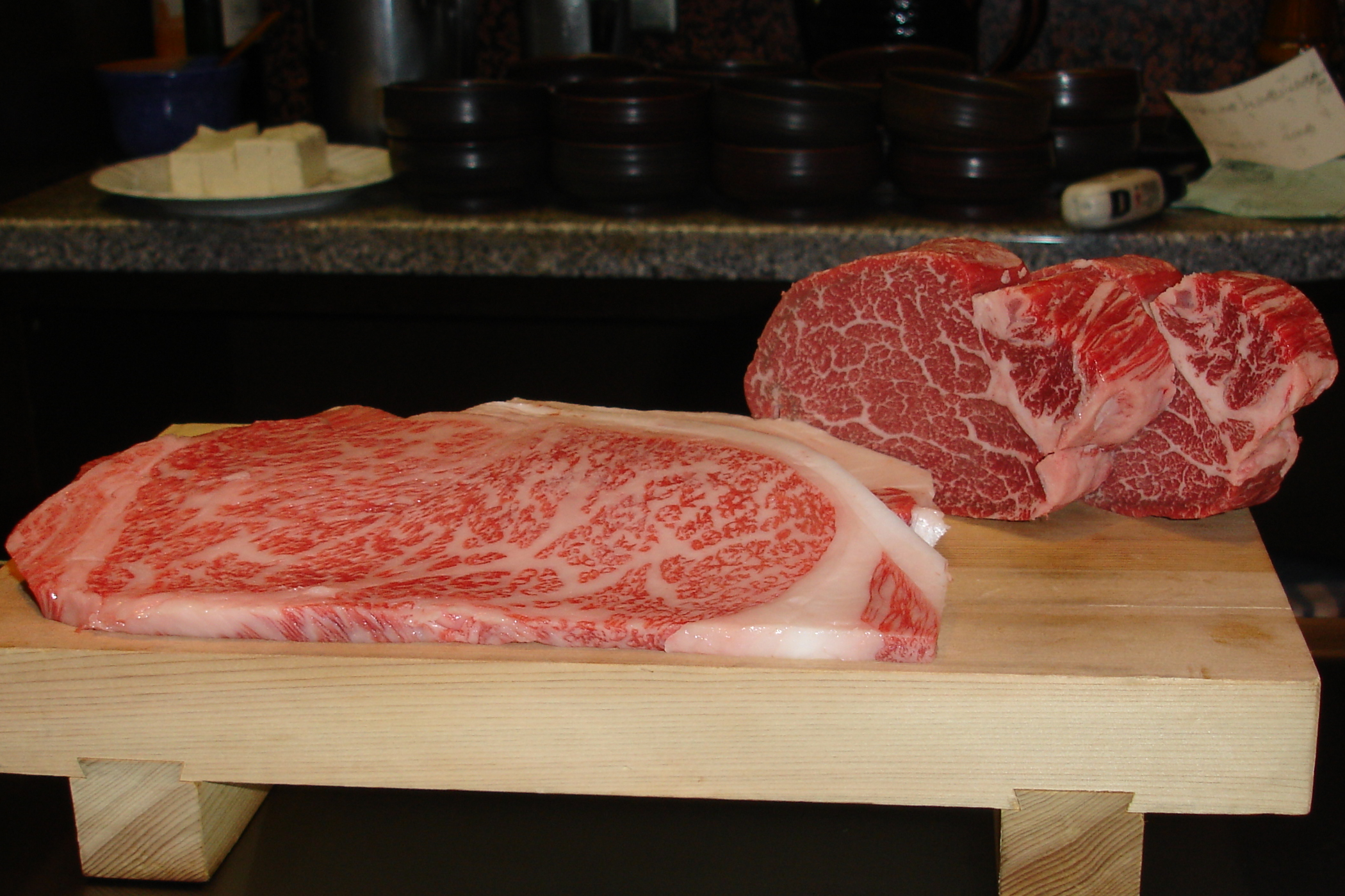
Marmoreio

O marmoreio é definido como a acumulação de gordura intramuscular na carne bovina e suína (gordura entremeada).

## Característica
Normalmente avaliado na área de “olho de lombo”, entre a 12º e 13º costela que confere a carne exclusiva maciez, sabor, cor, textura e suculência.
A raça de bovinos Wagyu possui a maior concentração de marmoreio na carne. No Japão, a avaliação do grau de marmoreio da carne de um wagyu varia entre os níveis 6 e 12 (em uma escala até 12, em que 12 é o grau mais alto de entremeio de gordura na carne).
O valor alto da carne é atribuído ao custo de criação do boi, uma vez que ele precisa de uma dieta rica em carboidratos e alimentos com alto índice de energia. Essa alimentação é o que garante a qualidade da gordura que o boi acumula. A carne fica com sabor amanteigado e uma maciez inigualáveis e acumula gordura com boa relação de ômega 6/ ômega 3.

## Ligação externa
- [ligação inativa]

1. ↑  «Além da picanha: conheça 8 cortes especiais de carne de boi». Globo Rural. 2 de abril de 2022. Consultado em 13 de maio de 2024
2. ↑  Kimura, Karin (23 de dezembro de 2014). «Mercado de carnes especiais». Revista Hashitag. Editora JBC. Consultado em 7 de abril de 2016